# Чарлстон (Мисисипи)
Чарлстон (енгл. Charleston) град је у америчкој савезној држави Мисисипи.

## Демографија
По попису из 2010. године број становника је 2.193, што је 5 (-0,2%) становника мање него 2000. године.
| Група             | 2000.         | 2010.         |
| Белци             | 852 (38,8%)   | 575 (26,2%)   |
| Афроамериканци    | 1.312 (59,7%) | 1.598 (72,9%) |
| Азијати           | 8 (0,4%)      | 7 (0,3%)      |
| Хиспаноамериканци | 34 (1,5%)     | 6 (0,3%)      |
| Укупно            | 2.198         | 2.193         |